# San Girolamo penitente (Tiziano Brera)
San Girolamo penitente è un dipinto del pittore veneto Tiziano Vecellio realizzato circa tra il  1556-1561 e conservato nella Pinacoteca di Brera a Milano.

## Altri dipinti
Tiziano compose altri dipinti , oltre a questo, su San Girolamo penitente: 
- San Girolamo penitente del 1575 al Monastero dell'Escorial
- San Girolamo penitente circa 1575 al Museo Thyssen-Bornemisza
- San Girolamo penitente del 1531 al Museo del Louvre.